# Rákóczi-tölgy (Mikepércs)
A Rákóczi-tölgy Mikepércs határában álló, a helyiek szerint ezeréves kocsányos tölgy. Becsült kora 250-300 év. A Solomfai-patak partján áll, törzskerülete 610 cm. Lombkoronája földig ágas, átmérője 25 m, ugyanekkora magas maga a fa is.